# Anatololacerta danfordi
Anatololacerta danfordi là một loài thằn lằn trong họ Lacertidae. Loài này được Günther mô tả khoa học đầu tiên năm 1876.

## Hình ảnh

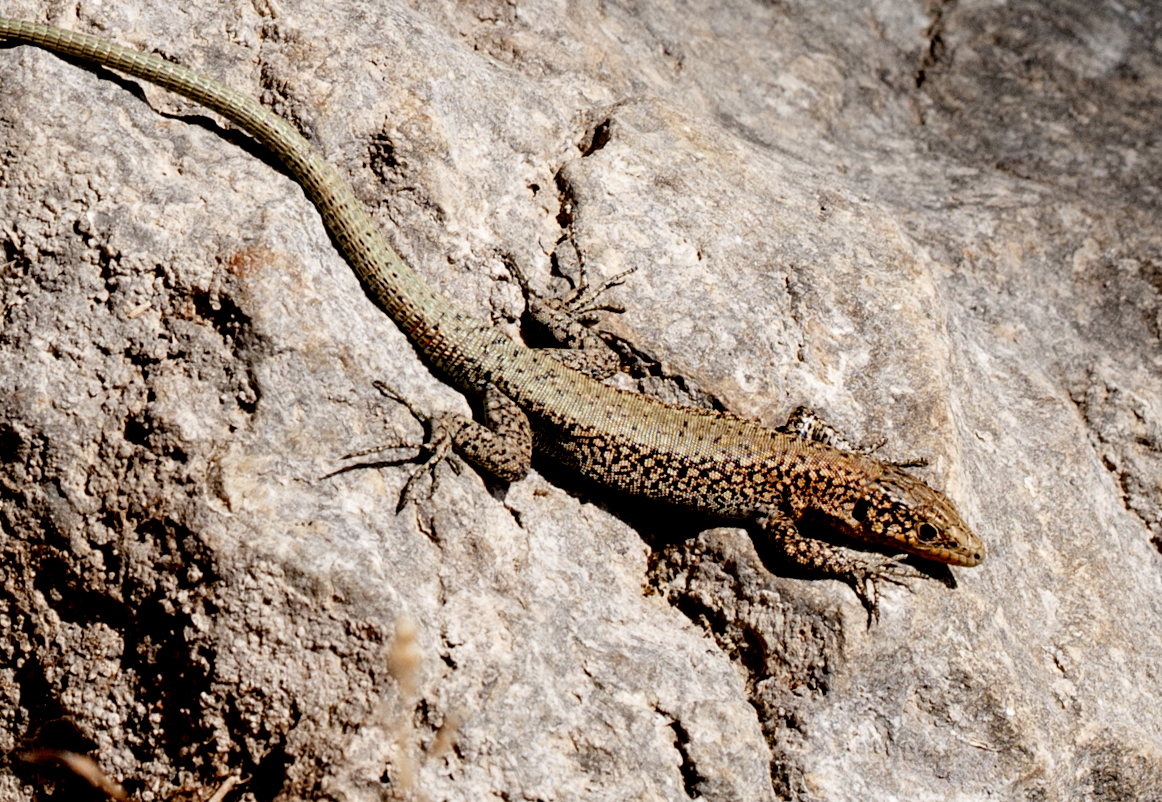
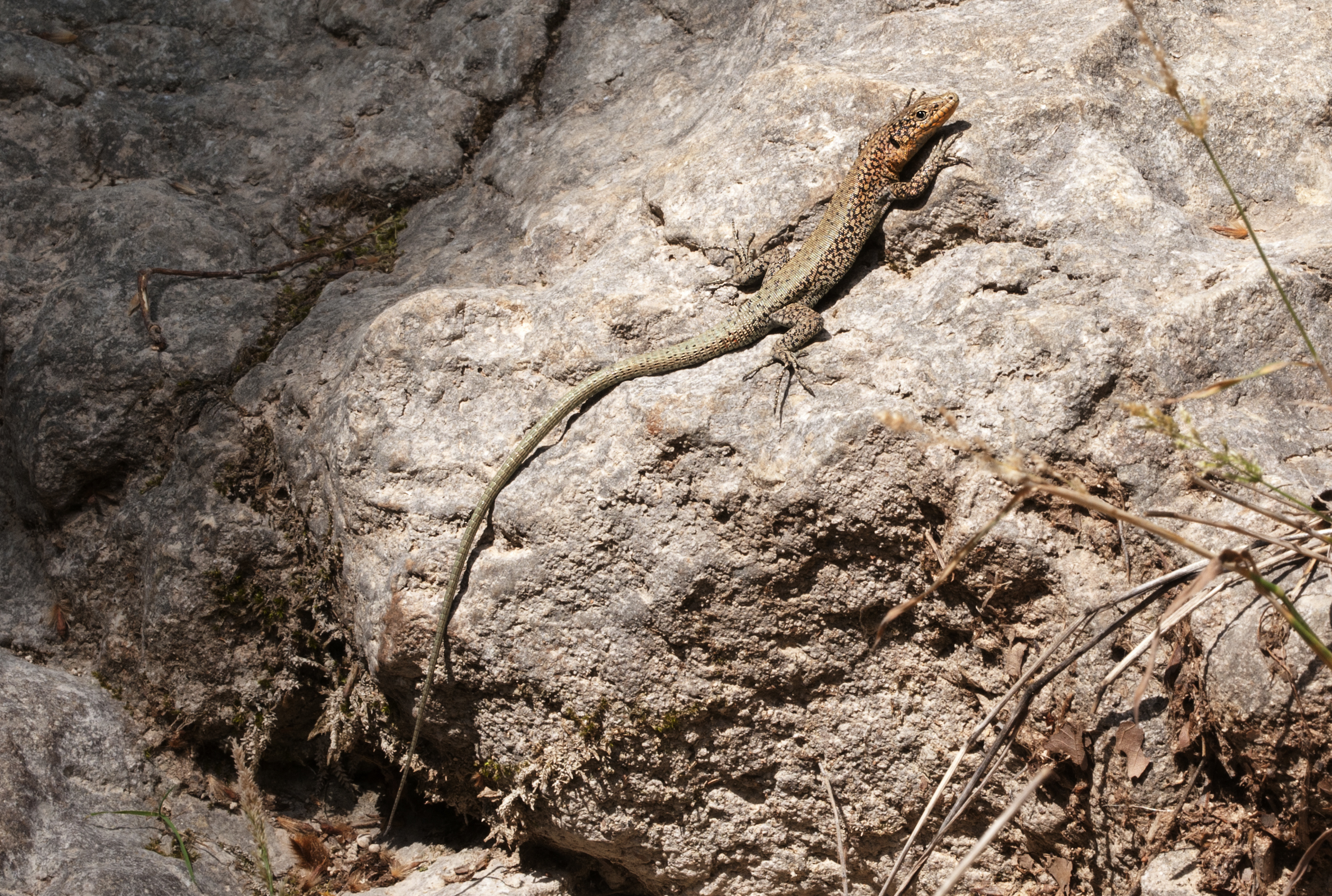